# Елена Мутева
Елена Стефанова Му̀тева е първата българска поетеса, преводачка и фолклористка.

## Биография
Родена е в Калофер през 1825 г. Сестра е на просветния деец д-р Димитър Мутев, музиканта Никола Мутев и юриста Христо Мутев. Учи в Одеса, където се установява заедно със семейството си, заради кърджалийските нашествия. Запознава се с руската литература. Член е на Одеския литературен кръжец, в който членуват и Найден Геров, Ботьо Петков, Сава Филаретов и Добри Чинтулов.
През 1842 г. в дома на Мутеви в Одеса се състои първият негласен български литературен конкурс. Участват Елена Мутева и Найден Геров. Темата е „Преклонение пред всемогъществото на вездесъщия Бог“. Печели го Елена Мутева с одата „Бог“. Найден Геров написва „Ода Богу“.
Спомага за издаването на „Критически издирвания на историята българска“ от Юрий Венелин. Записва народни песни и легенди. Има принос за запазването в Чехия на материали, свързани с българския фолклор. Превежда басни от Крилов. Превежда „Райна, българска царкиня“ от Александър Ф. Велтман през 1852 г. и сборник с източни приказки „Турски приказки“, публикуван посмъртно през 1858 г.
На нея е посветена поемата на Найден Геров „Стоян и Рада“. През 1858 г., посмъртно, в списание „Български книжици“ са отпечатани от брат ѝ Димитър Мутев две нейни стихотворения – „Бог“ и „Басня“.
Умира от туберкулоза на 25 април 1854 г. в Одеса.